# グラースヒュッテン (オーバーフランケン)
グラースヒュッテン (ドイツ語: Glashütten)は、ドイツ連邦共和国バイエルン州バイロイト郡（オーバーフランケン行政管区）に属す町村（以下、本項では便宜上「町」と記述する）で、ミステルガウ行政共同体を構成する自治体の一つである。

## 地理
グラースヒュッテンはオーバーフランケン東部に位置する。

### 自治体の構成
この町は、公式には2つの地区 (Ort) からなる。このうち小集落や孤立農場などを除く集落は、首邑のグラースヒュッテンだけである。

## 歴史
グラースヒュッテンは、ホーエンツォレルン家のニュルンベルク城伯、後のブランデンブルク＝バイロイト辺境伯の所領に属していた。城伯およびその後継者は、グラースヒュッテンを貴族達に封土として与えた。1426年から1575年にはヴィルスベルクの領主が、1575年から1728年にはリュシュヴィッツの領主がこの地を治めた。1792年から所属した、プロイセンのバイロイト侯領のアムトは、1807年にティルジットの和約によりフランス領に、1810年にはバイエルン王国領となった。ゲフレースは、市参事会による自治権と都市権を有していた。バイエルン王国の行政改革の時代、1818年の自治体令により現在の自治会ができあがった。

## 行政

### 議会
町議会は、12議席から成る。

### 首長
町長は、スヴェーン・ルール (Allgemeine Freie Wählergruppe) である。

## 引用
1. ↑  https://www.statistikdaten.bayern.de/genesis/online?operation=result&code=12411-003r&leerzeilen=false&language=de Genesis-Online-Datenbank des Bayerischen Landesamtes für Statistik Tabelle 12411-003r Fortschreibung des Bevölkerungsstandes: Gemeinden, Stichtag (Einwohnerzahlen auf Grundlage des Zensus 2011)
2. ↑  Bayerische Landesbibliothek Online